# Завид
Завид — мужское личное имя славянского происхождения. Антропоним защитного характера, известный в древности всем славянам, вероятно праславянский. Согласно П. П. Чучке, происходит от префиксального деепричастия др.-рус. завидѣти — букв. «завидовать»; М. Л. Худаш и М. А. Демчук полагают, что имя происходит от незасвидетельствованной формы *3а[не]видъ. Часто упоминается в Новгородских берестяных грамотах № 103, 156, 228, 293, 644, 665, 798, 818, 824.

## Известные носители имени
- Завид — новгородский посадник примерно между 1088 и 1094 годами, при князе Мстиславе Владимировиче.[5]
- Завид Дмитрович — новгородский посадник в 1128 году.[5]
- Завид — киевский боярин Владимира Святославича, упоминается в 1169 году.[5]
- Завид Неревинич — новгородский посадник в 1175—1176, 1177—1180 и 1184—1186 годах.[5]
- Завида Вуканович (ум. после 1127) — жупан Захумья